# 武汉市第一中学
武汉市第一中学，简称武汉一中或一中，是中国湖北省武汉市的一所重点中学。

## 历史沿革
武汉市第一中学的历史最早可以追溯至1931年8月创办的汉口市立中学。校址位于汉口唐家院（今江岸区塘新村），仅招收男生。1938年秋，因侵华日军进攻武汉，学校迁至鄂西，并入湖北省立联合中等以上学校（湖北联中）恩施高中分校。1946年初，迁回汉口并独立建制，并将接管的汉口市立第一中学并入，新校址位于汉口三兴街。1949年6月17日，学校被武汉市军事管制委员会接管。同年8月，更名为武汉市一中。1953年，确定为中南区武汉市重点中学。1954年6月，入选湖北省重点中学。1960年代实行中学男女合校制。文革期间取消省属重点中学。1984年重新确认为湖北省重点中学。
2000年，经督导评估为“省级示范学校” 。2002年，被评为武汉市首批“市区共建共管示范学校” 。2003年，被评为“湖北省现代教育技术优秀实验学校”。2005年8月，整体迁入江汉区法院东路新校区。
2019年12月，入选第七批“全国民族团结进步示范区（单位）”。

## 知名校友
| 姓名   | 职业                                 | 毕业年份 | 参考  |
| ------ | ------------------------------------ | -------- | ----- |
| 撒贝宁 | 主持人                               | 1994年   | [ 4 ] |
| 李培根 | 机械制造及自动化专家，中国工程院院士 | 1967年   | [ 5 ] |
| 李德群 | 材料成形专家，中国工程院院士         | 1963年   | [ 5 ] |
| 梁骏吾 | 半导体材料专家，中国工程院院士       | 1951年   | [ 5 ] |